# شركة أمانة للتأمين التعاوني
شركة أمانة للتأمين التعاوني (المعروفة باسم: أمانة للتأمين) هي شركة مساهمة عامة سعودية مدرجة في السوق المالية السعودية (تداول). تعمل في قطاع التأمين مع التركيز على التأمين المتعدد. يقع مقرها الرئيسي في الرياض، المملكة العربية السعودية، وقد تم تأسيسها في يونيو 2009.

## التاريخ
شركة مساهمة سعودية عامة تأسست بموجب قرار مجلس الوزراء رقم 188 بتاريخ 08-06-1430هـ الموافق (01-06-2009م) والمرسوم الملكي رقم (م/35) الصادر بتاريخ 10-06-1430هـ الموافق (03-06-2009م) القاضي بالموافقة على تأسيس الشركة وفقا لنظام الشركات. برأس مال مدفوع بلغ ثلاثمائة وعشرين مليون (320,000,000)ريال سعودي مقسم على (32,000,000) سهم عادي بقيمة اسمية قدرها (10)ريالات سعودية، وتم طرح ما نسبته 40 %من رأس مال الشركة للاكتتاب العام بتاريخ 22-03-2010م.
يبلغ رأس مال الشركة حاليا 130,000,000 ريال سعودي مقسم إلى 13,000,000 سهم بقيمة إسمية قدرها 10 ريالات سعودية.

## النشاط
شركة أمانة للتأمين التعاوني تقدم مجموعة متكاملة من خدمات ومنتجات التأمين التعاوني للشركات والأفراد، وتشمل التأمين الصحي ، تأمين مركبات ، التأمين ضد حوادث، التأمين ضد الحرائق، التأمين على الشحن البحري والبري، التأمين الهندسي، وغيرها.

## اندماج
وقعت شركتا عناية وأمانة للتأمين التعاوني اتفاقية اندماج ملزمة في 2 مايو 2021، وعند اكتمال الصفقة ستنتقل أصول شركة عناية ومطلوباتها إلى شركة أمانة، حيث سيمتلك مساهمو شركة عناية 55% من الشركة الجديدة بعد الاندماج بينما سيمتلك مساهمو أمانة الحاليون ما نسبته 45% من أسهم رأس المال شركة أمانة.
الاندماج سيتم طريق مبادلة الأسهم بحيث ستقوم شركة أمانة للتأمين التعاوني عند اكتمال الاندماج بإصدار أسهم جديدة لمساهمي شركة عناية السعودية للتأمين التعاوني مقابل كافة الأسهم المصدرة في شركة عناية.
الاندماج حصل على موافقة وعدم ممانعة من البنك المركزي السعودي. وذكرت «أمانة» أنه سيتم زيادة رأسمالها إلى 288.580 مليون ريال، وذلك عن طريق إصدار 15.85 مليون سهم لغرض دمج شركة عناية، ونقل جميع أصول شركة عناية والتزاماتها إلى شركة أمانة من خلال عرض مبادلة أوراق مالية.

## ملف الأسهم
| رأس المال المصرح به (ريال سعودي) | عدد الأسهم المصدرة | رأس المال المدفوع (ريال سعودي) | القيمة الاسمية للسهم | القيمة المدفوعة للسهم |
| -------------------------------- | ------------------ | ------------------------------ | -------------------- | --------------------- |
| 130,000,000                      | 13,000,000         | 130,000,000                    | 10                   | 10                    |

تغيرات في راس المال
| تاريخ اعلان التوصية | نوع الإصدار     | تاريخ الاستحقاق | رأس المال الجديد | رأس المال السابق | الفرق التراكمي  |
| ------------------- | --------------- | --------------- | ---------------- | ---------------- | --------------- |
| 2020-12-08          | تخفيض رأس المال | 2021-05-23      | 130,000,000      | 240,000,000      | (- 330,000,000) |
| 2016-09-07          | حقوق الاولوية   | 2019-01-28      | 240,000,000      | 140,000,000      | (- 280,000,000) |
| 2016-09-07          | تخفيض رأس المال | 2017-02-19      | 140,000,000      | 320,000,000      | (- 180,000,000) |
| 03-06-2009          | رأس المال       | 2017-02-19      | 320,000,000      | 0                |                 |